# Алергија на семену течност
Алергија на семену течност (сперму) или  преосетљивост на семенску плазму  (АСТ) је врсте  преосетљивости која углавном погађа жене. Манифестује  се као  штетна реакцију имуног система на протеине у семеној течности. Ово стање који није уобичајено, није директан узрок неплодности.

## Епидемиологија
Једна студија процењује да у Сједињеним Америчким Државама око 40.000 жена има алергију на семену течност. Како је многим особама непријатно да причају о симптомима АСТ, здравствени радници процена да је овај број знатно већи.

## Етиологија
Семена течност или сперма  је течност која у спољашњу средину доспева из пениса током ејакулације. Она обично не изазива алергијску реакцију, већ то чине протеини из семене течности (и зато се често назива и преосетљивост на људску семенску плазму).
Алергије на сперму могу утицати на кожу око гениталног подручја и на било коју другу област која долази у контакт са семеном течношћу, као што су  руке или уста. У тешким случајевима, преосетљива особа може остати без даха или изгубити свест.  

### Фактори ризика
И док је прави узрок ове алергије реакције непознат, верују се да лекови, осетљивост на храну или хормонски догађаји (као што су трудноћа и менопауза) могу играти важну улогу у појави АСТ..  

### Врсте
Алергије на семенску течност могу бити локализоване или системске:
Локализована алергија на семену течност
Код овог облика АСП захваћени су само делови тела који директно долазе у контакт са семеном течношћу. Већина особа са локализованим алергијама на семену течност доживљава осећај печења или пецкања у пределу гениталија, руку и усана.
Системска алергија на семену течност
Ова врста алергије на семену течност  утиче на цело тело, па се код тих пацијената јављају потешкоћа са дисањем, отицање усана или језика, копривњач  или знаке анафилактичког шока.
Неки мушкарци су алергични на сопствено семе. Ово је ретко стање које се зове синдром пост-оргазмичке болести.

### Трудноћа и АСТ
АСТ не узрокује неплодност, али може отежати трудноћу. Постоје методе лечења алергију на семену течност како би се олакшало зачеће. Третман укључује прање семене течности да би се уклонио протеин који изазивају реакцију. Потом се тако  опрана семена течност, убризгава у материцу методом интраутерине инсеминације (ИУИ). Ин витро оплодња (ИВФ) је такође једна од опција. 

### Гутање сперме и АСТ
Гутање сперме можете изазвати алергијску реакцију, јер  слузокожа у устима и грлу такође реагују на протеине из семене течности. Код других особа  алергијска реакција се јавља око усана или лица када кожа  дође у директан контакт са семеном течности. 

## Клиничка слика
Симптоми алергије на семену течност могу личити на вагиналне инфекције или кожне алергије. Неки од најчешћих симптома АСТ су:
- свраб, црвенило, оток и пецкање на кожи,
- копривњача,
- отицање усана и језика,
- отежано дисање (диспанеја),
- вртоглавица,
- дијареја, мучнина или повраћање.

У екстремним случајевима, особа са ССТ може пасти у анафилактички шок (који изазива симптоме као што су отечено грло, слаб пулс и губитак свести). Ово захтева хитну медицинску помоћ.
Симптоми обично почињу у року од 30 минута од излагања семеној течности и трају од неколико сати до неколико дана.
Добивање осипа након сексуалног односа не значи нужно алергијску реакцију на сперму. Осип или друге алергијске реакције могу се појавити због инфекције или других иритација коже. 
Алергија на семену течност може се развити изненада или се јавити када након првог сексуалног оодноса без кондома. Може се појавити након менопаузе или порођаја или се десити код једног партнера, али не и код других.

## Дијагноза
Пре него што се приступи дијагностичким тестовима потребно је искључити вагиналне инфекције и друге гинеколошке проблеме прегледом гениталија и карлице.  Некада је  тешко дијагностиковати алергије на семену течност јер особа може имати алергије на ствари као што су:
- лумбриканти.
- спермициди,
- вагинални контрацептиви попут сунђера или цервикалних капица,
- детерџенти за прање веша или сапуни,
- кондоми.

Кожни тест
Овај тест се ради тако што се под кожу убризгавају мале количине семене течности  партнера (интрадермално тестирање) и потом посматра да ли ће доћи до алергијске реакције.
Тест са кондомом
Један од уобичајени начин да се идентификује АСТ је употреба кондома током секса, и ако након тога не дође до реакције може се констатовати АСТ.  С друге стране, ако и након секса са кондомом још увек постоји алергијску реакција, семена течност вероватно није узрок алрегије.

## Диференцијална дијагноза
Диференцијално дијагностички алергије на семену течност личе на нека од следећих стања:
- полно преносиве инфекције (СПИ) .
- вагинитис .
- гљивичне инфекције .

## Терапија
Најлакши начин да се избегне алергија на семену течност је избегавање сваког контакта са семеном употребом кондома или уздржавањем од секса. Ово није увек могуће, посебно ако жена жели да затрудни. Лечење АСТ може се вршити на неколико различитих начина: 
Лекови
Употреба антихистаминика (као што је Бенадрил) пре секса може помоћи. Међутим ако се јавља системска реакција на сперму (као што је отицање грла), таква особа би требало имати при руци ињекцију епинефрина.  
Десензибилизација
Третман попут  десензибилизацији на сперму може помоћи тако што лекар ставља малу количину разблаженог сперме у  вагину у редовним интервалима. Ово ствара у организму жене толеранцију на сперму. Такоже жена би требало да настави са сексом неколико пута недељно да бисте одржали десензибилизацију. 
Терапија особе алергичне на семену течност може их учинити мање осетљивим на семену течност партнера и тиме омогућити да затрудне природним путем. Ако ова терапија не да резултате друга опција је интраутерина инсеминација (ИУИ), за коју се користи испрана семена течност без семенских протеина како би се  се спречила алергијска реакција. 
За оне са тешком осетљивошћу на семену течност, потпомогнута репродуктивна технологија, као што је вантелесна оплодња   или интрацитоплазматска ињекција сперме, може бити опција за остваривање трудноће.

## Прогноза
Алергија на семену течносз није у потпуности излечива, али лечење може помоћи у смањењу симптома и учинити секс пријатнијим.